# Claudius Dabon
Claudius Dabon (* 30. Oktober 1803 in Uttendorf, Gemeinde Helpfau-Uttendorf; † 18. Februar 1874 in Taufkirchen an der Pram) war Gutsbesitzer und Abgeordneter zum Österreichischen Abgeordnetenhaus.

## Leben
Claudius Dabon war Sohn des Markt-Syndikus und späteren Advokats Josef Dabon († 1842). Er war zunächst Praktikant am Pfleggericht in Schärding. Durch die Heirat wurde er als Erbe der Gattin Gutsbesitzer (vulgo Mayerhof) in Taufkirchen an der Pram.
Claudius Dabon war von 1861 bis 1866 Mitglied im Oberösterreichischen Landtag (I. Wahlperiode), als Abgeordneter der Landgemeinden (Wahlbezirk Schärding). Von 1850 bis 1861 war er auch im Gemeinderat von Taufkirchen tätig.
Er starb am 18. Februar 1874 im Alter von 70 Jahren an einem organischen Herzfehler.
Er war römisch-katholisch und ab 1828 verheiratet mit Elisabeth Egger, mit der er vier Töchter und zwei Söhne hatte, wobei zwei Töchter jung verstorben sind.

## Politische Funktionen
Claudius Dabon war vom 29. April 1861 bis zum 20. September 1865 Abgeordneter des Abgeordnetenhauses im Reichsrat (I. Legislaturperiode) und war dort für die Kurie Oberösterreich, Landgemeinden (Vöcklabruck, Frankenmarkt, Schwanenstadt, Mondsee, Gmunden, Ischl, Ried, Obernberg, Haag, Schärding, Raab, Engelszell, Peuerbach, Braunau, Mauerkirchen, Mattighofen, Wildshut) zuständig.

## Klubmitgliedschaften
Claudius Dabon war Mitglied bei den Deutschen Autonomisten.